# Walter Vogel (Theologe)
Walter Vogel (* 17. November 1967 in Graz) ist ein österreichischer Theologe, Pädagoge und Autor. Seit Dezember 2019 ist er Rektor der Pädagogischen Hochschule Oberösterreich.

## Leben und Beruf
Walter Vogel, geboren in Graz und aufgewachsen in der Südsteiermark, besuchte bis 1987 die Höhere technische Bundes-, Lehr- und Versuchsanstalt Graz-Gösting. Danach studierte er in Graz Fachtheologie, selbständige Religionspädagogik sowie Pädagogik. 1996 Promotion zum Dr. theol., 2001 Promotion zum Dr. phil. 1995 bis 2012 Vertragsassistent am Institut für Katechetik und Religionspädagogik der Universität Graz. Von 1999 bis 2001 war er Geschäftsführer der europäischen Gesellschaft für katholische Theologie und von 2003 bis 2008 der Vorsitzende des Diözesanrates in der Steiermark. Von 2012 bis 2017 war er Vizerektor an der Pädagogischen Hochschule Steiermark.
Im November 2019 wurde er als Nachfolger von Herbert Gimpl zum Rektor der Pädagogischen Hochschule Oberösterreich ab 1. Dezember 2019 bestellt. Im Jänner 2022 wurde er zum Vorsitzenden der Rektorinnen- und Rektorenkonferenz der österreichischen Pädagogischen Hochschulen für eine zweijährige Geschäftsperiode gewählt. In dieser Funktion folgte ihm Beatrix Karl nach.

## Theologe
Als Theologe ist er erstmals 1996 bekannt geworden. In diesem Jahr veröffentlichte er das erste Computerlexikon für Religion auf CD-ROM. Dieses damals vielbeachtete Werk (es waren rund 50 teilweise namhafte Autoren an dem Werk beteiligt) umfasst den gesamten Stoff für das Abitur (in Österreich: Matura) für das Schulfach katholische Religion und ist heute noch für viele Lehrerinnen und Schülerinnen Grundlage für ihre Abiturvorbereitung.
1997 initiierte Vogel erstmals Gottesdienste im Cyberspace (später hat er sie Internetgottesdienste genannt). Unter großem medialem Aufsehen setzte er das damals für viele noch relativ neue Medium Internet in der Glaubensverkündigung ein. Das Besondere dieser Internetgottesdienste war die interaktive Beteiligung aller Teilnehmerinnen via Chats – diese Beteiligung war konstitutiver Teil des Gottesdienstes. Von Dezember 1997 bis Jänner 2004 gab es wöchentlich entweder einen Internetgottesdienst oder einen moderierten religiösen Chat. Mit diesem Projekt war Vogel im deutschen Sprachraum der Vorreiter der interaktiven religiösen Feiern im Internet. Informationen über dieses Projekt findet man in Stefan Bönterts Dissertation „Gottesdienste im Internet: Perspektiven eines Dialogs zwischen Internet und Liturgie“ (Stuttgart, Kohlhammer, 2005, 334 Seiten).
Neben dieser liturgischen Aktivität hat Vogel speziell für den Religionsunterricht das „Unterrichtsprinzip der kommunikativen Vernetzung“ formuliert und mit zahlreichen Projekten propagiert. Nachzulesen ist dieses Projekt in seiner Publikation „Religionspädagogik kommunikativ vernetzt“. Als weitere Publikation in diesem Kontext wäre hier noch zu nennen: „Walter Vogel: Religion digital. Computer im Religionsunterricht“.
Neben der Vorreiterrolle im Bereich „Computer und Religion(sunterricht)“ hat sich Vogel intensiv mit allgemein schulischen Fragen beschäftigt. Er war wissenschaftlicher Leiter zweier Lehrplangruppen in Österreich, des Berufsschullehrplans für das Fach katholische Religion sowie des Religionslehrplans für die Berufsbildende Mittlere Schule in Österreich.

## Autor
Walter Vogel ist Autor (bzw. Mitautor) von rund 20 wissenschaftlichen bzw. populärwissenschaftlichen Büchern und hat über 50 Artikel in Fachzeitschriften veröffentlicht. Sein Buch Wie lernt man als LehrerIn erschien im Herbst 2008 als Lizenzausgabe in bulgarischer Sprache sowie 2009 über den Fraus Verlag auf Tschechisch.
Vogel ist Initiator und Autor von sowieso! dem bislang einzigen Schulbuches im Deutschen Sprachraum, welches nicht als Buch, sondern als Zeitschrift erschienen ist. Mit dieser Publikation hat er pädagogisches Neuland beschritten.
Neben dieser wissenschaftlichen Tätigkeit ist er auch Autor von Theaterstücken:
- Die Tante Mitzi muss her (Uraufführung: April 2009)
- Die Weinverkostung
- Vater in Nöten
- Die letzte Wallfahrt (Uraufführung: September 2009)

### Schriften
- Religion digital. Computer im Religionsunterricht. Tyrolia-Verlag, Innsbruck/Wien 1997, ISBN 3-7022-2098-4.
- Religionspädagogik kommunikativ-vernetzt. LIT Verlag, Münster 2001, ISBN 3-8258-5332-2. Zugleich Dissertation an der Universität Graz, Graz 2001.
- Religion gerne unterrichten? Gerne Religion unterrichten! Books on Demand, Norderstedt 2004, ISBN 3-8334-0996-7.
- Wie lernt man als LehrerIn? Veritas Verlag, Linz 2007, ISBN 978-3-7058-7552-4.
- (als Hrsg.) Leistungsbeurteilung in der Berufspädagogik. Verlag Dr. Kovač, Hamburg 2007, ISBN 978-3-8300-3194-9.
- Die Religionsstifter. Marix Verlag, Wiesbaden 2008, ISBN 978-3-86539-937-3.

### Schulbücher
- (mit Johann Martin Kämmerer und Rudolf Liedl) sowieso! Religion in der Berufsschule 1. Salzburger Druckerei, Salzburg 2005.
- (mit Johann Martin Kämmerer und Rudolf Liedl) weiter so? Lesebuch für den Religionsunterricht der Sekundarstufe 2. Edition Ein.Blick, Linz 2006, ISBN 3-9501682-2-2.

### CD-ROMs
- Religion. Computerlexikon auf CD-ROM. Andreas-Schnider-Verlags-Atelier, Graz u. a. 1996.
- (mit Anna Strobl) Islam. Die CD-ROM. Andreas-Schnider-Verlags-Atelier, Graz u. a. 1999.